# Clayton Kershaw
Clayton Edward Kershaw (nascido em 19 de março de 1988) é um arremessador de beisebol profissional americano que atua pelo Los Angeles Dodgers da Major League Baseball (MLB). Arremessador Titular canhoto, Kershaw joga nas principais ligas desde 2008, e sua carreira ganhou média de corrida (ERA) e caminhadas e acertos por turnos por média arremessada (WHIP) são as mais baixas entre os iniciantes na era do live-ball. mínimo de 1.000 entradas lançadas. Kershaw tem acertos na carreira permitidos por nove turnos, com média de 6,61 - a segunda mais baixa da história da MLB -, além de três Cy Young Awards e o 2014 National League Most Valuable Player Award. Ele foi descrito durante a maior parte de sua carreira como o melhor arremessador de beisebol.
Kershaw foi o sétimo no ranking geral da MLB de 2006. Ele trabalhou no sistema agrícola dos Dodgers em apenas uma temporada e chegou aos maiores aos 20 anos de idade. Quando ele estreou em 2008, ele era o jogador mais jovem da MLB, um título que manteve por um ano inteiro. Em 2011, ele ganhou o pitching Triple Crown e o National League Cy Young Award, tornando-se o lançador mais jovem a realizar um desses feitos desde Dwight Gooden, em 1985.
Durante a entressafra de 2013, os Dodgers contrataram a Kershaw para uma extensão de contrato recorde de sete anos e US$ 215 milhões. Kershaw lançou um rebatedor em 18 de junho de 2014, tornando-se o 22º Dodger a fazê-lo. Sendo um arremessador canhoto e jogando para o Los Angeles Dodgers, Kershaw tem sido comparado com o arremessador do Hall of Fame, Sandy Koufax. Ele se tornou o primeiro arremessador da história a liderar a MLB na ERA por quatro anos consecutivos, quando o fez nas temporadas de 2011 a 2014.
Fora do campo, Kershaw é um participante ativo do trabalho voluntário. Ele e sua esposa, Ellen, lançaram o "Desafio de Kershaw" e escreveram o livro Arise para arrecadar dinheiro para construir um orfanato na Zâmbia. Ele foi homenageado com o Prêmio Roberto Clemente e o Prêmio Branch Rickey por seu trabalho humanitário.

## Juventude
Kershaw nasceu em Dallas, Texas. Seus pais se divorciaram quando ele tinha 10 anos e ele foi criado por sua mãe. Ele jogou em ligas esportivas juvenis quando criança, incluindo a Little League Baseball.
Kershaw frequentou a Highland Park High School, nas proximidades, onde jogou beisebol e também foi o centro do futuro quarterback do Detroit Lions, Matthew Stafford, no time de futebol do time do colégio. Depois de um surto de crescimento e desenvolvimento de seus arremessos, ele se estabeleceu como uma perspectiva de elite do ensino médio em 2006 quando registrou um recorde de 13-0 com uma média de execuções conquistadas (ERA) de 0,77 e registrou 139 strikeouts em 64 entradas lançadas. Em um jogo de playoff contra a Northwest High School de Justin, Texas, Kershaw lançou um jogo perfeito. Ele eliminou todos os 15 batedores que enfrentou no jogo, que foram encurtados por causa da regra da misericórdia. Ele também jogou pela seleção nacional júnior de beisebol dos EUA no Pan Am Championship. Kershaw foi selecionado pelo USA Today como "Jogador de beisebol do ano no ensino médio" e também foi o jogador nacional do ano pela Gatorade no beisebol.
Entrando no draft de 2006 da Major League Baseball (MLB), Kershaw era considerado o principal arremessador do ensino médio disponível. O Los Angeles Dodgers selecionou Kershaw com a sétima escolha geral no draft. Ele havia se comprometido com a Texas A&M University, mas recusou a oferta de bolsa para assinar com os Dodgers, com um bônus de assinatura estimado em US$ 2,3 milhões. O bônus foi o maior dentre todos os picks do Dodgers na época e foi superado por Zach Lee no draft de 2010.

## Carreira profissional

### Ligas Menores
Kershaw começou sua carreira no Dodgers da Liga da Costa do Golfo (GCL). Ele arremessou em 37 turnos nos quais jogou 54 batedores (andando apenas cinco), enquanto compilava um recorde de 2-0 com uma ERA de 1,95. Ele apresentou uma bola rápida que alcançou 96 milhas por hora (150 km/h) e ele foi classificado como o principal candidato na GCL, e o segundo melhor candidato dos Dodgers pelo Baseball America, atrás do terceiro Andy Base LaRoche.
Kershaw foi promovido ao Great Lakes Loons em 2007, com quem gravou um recorde de 7 a 5 com uma ERA de 2,77. Ele foi selecionado para jogar no East Team no All-Star Game do Centro-Oeste e na equipe dos EUA no All-Star Futures Game. Em 6 de agosto, ele foi promovido ao Double-A Jacksonville Suns na Liga do Sul, onde produziu um registro 1–2 e 3,65 ERA em cinco partidas e foi selecionado como o principal candidato na organização Dodgers. indo para a temporada de 2008.
Durante o treinamento de primavera em um jogo contra o Boston Red Sox, Kershaw ganhou muita atenção por jogar uma bola curva para Sean Casey, que começou atrás de Casey, mas no final entrou na zona de ataque e o surpreendeu olhando. Kershaw era 0-3 e tinha uma ERA 2,28 com 47 eliminações através de 43⅓ vezes lançadas na sua primeira passagem do ano com os sóis. Ele foi então chamado para as majors em 28 de maio de 2008, mas opcionalmente volta para Jacksonville em 2 de julho
Kershaw lançou 18 vezes durante sua segunda viagem a Jacksonville (duas partidas e uma aparição de alívio em sete entradas), vencendo dois jogos. Durante esse trecho, ele permitiu apenas duas corridas, diminuindo seu ERA para 1,91. Ele foi convocado em 22 de julho.

### Los Angeles Dodgers

#### 2008–2010: Início de carreira

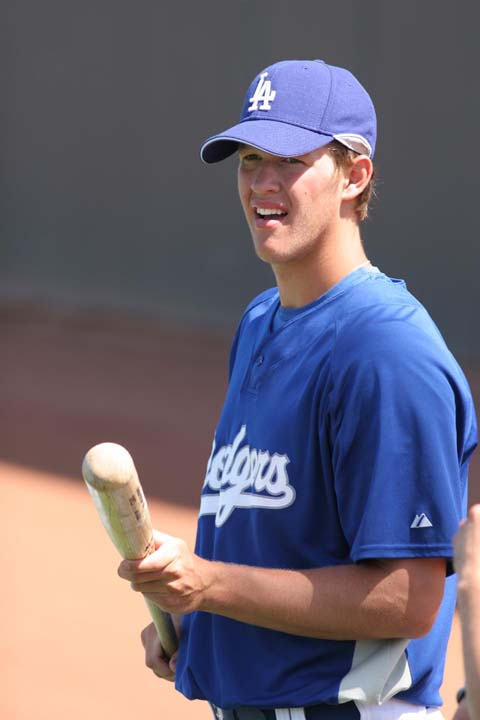
Kershaw no treinamento de primavera em 2008

Em 24 de maio de 2008, o Dodgers comprou o contrato da liga menor de Kershaw e ele foi adicionado à lista ativa. O escritor esportivo Tony Jackson considerou a estreia de Kershaw o começo mais esperado por um arremessador de Dodgers desde a estréia na liga principal de Hideo Nomo durante a temporada de 1995. Ele fez sua estréia em 25 de maio, começando contra o St. Louis Cardinals. Ele jogou fora o primeiro batedor que enfrentou, Skip Schumaker, o primeiro dos sete strikeouts no jogo, no qual lançou seis vezes e permitiu duas corridas. Quando ele estreou, Kershaw era o jogador mais jovem da MLB, um título que ele manteve por um ano inteiro.
Kershaw venceu seu primeiro jogo da liga principal contra o Washington Nationals em 27 de julho de 2008. Ele lançou mais de seis vezes de shutout, permitindo quatro hits, uma caminhada, e ele marcou cinco. Kershaw terminou sua temporada de estréia por 5–5, com uma ERA de 4,26 em 22 jogos (21 partidas). Ele também lançou duas entradas do bullpen para os Dodgers na National League Championship Series de 2008 (NLCS) contra o Philadelphia Phillies.
Em 15 de abril de 2009, Kershaw arremessou sete entradas, acertando 13 rebatedores e permitindo apenas um golpe (um home run individual) contra o rival San Francisco Giants. Ele foi o Dodger mais jovem a atingir 13 ou mais batedores em um jogo desde Sandy Koufax na temporada de 1955. Em 17 de maio de 2009, Kershaw não permitiu um acerto contra o Florida Marlins por sete entradas, depois desistiu de um duelo de vantagem para Cody Ross, da Flórida. Em 2009, apesar de um recorde de 8 a 8, ele liderou as principais ligas na média oposta de rebatidas (.200), porcentagem oposta de slugging (.282) e acertos por nove vezes (6.26). Ele também postou uma ERA de 2,79 e 185 strikeouts. Kershaw também andou com 91 batedores, o segundo maior da Liga Nacional (NL).
Kershaw fez sua estréia nos playoffs contra o St. Louis Cardinals na National League Division Series (NLDS) de 2009. Ele foi 6  innings, golpeando para fora 4, andando 1, e acabou recebendo um não-decisão (os Dodgers passou a ganhar o jogo no 9º inning). Aos 21 anos, ele começou o jogo de abertura do NLCS de 2009 contra o Philadelphia Phillies e foi o terceiro arremessador mais jovem a iniciar um jogo de playoffs, atrás apenas de Fernando Valenzuela no NLDS de 1981 e Rick Ankiel no NLDS de 2000.
Kershaw começou a temporada de 2010 publicando uma ERA de 3,07 em abril, mas o fez caminhando 22 rebatedores em 29 turnos. Em 4 de maio, ele teve seu pior início de sua carreira contra os Milwaukee Brewers no Dodger Stadium, jogando apenas 57 arremessos em 1  innings, enquanto se aposentar apenas quatro dos 13 batedores que ele enfrentou, incluindo o jarro. Ele foi vaiado em voz alta ao ser retirado do jogo. Kershaw disse após o jogo: "Não dei ao nosso time nenhum tipo de chance. Não é uma sensação boa decepcionar seus companheiros de equipe, decepcionar todo mundo. Dói, dói. Eu tenho que descobrir as coisas."
Kershaw recuperou sua próxima partida, lançando dois rebatedores de 8 entradas e duelo com o invicto Ubaldo Jiménez. Ele creditou seu controle do controle deslizante como o principal ponto de virada para ele. Mais tarde na temporada, ele foi suspenso por cinco jogos depois de acertar Aaron Rowand do Giants em um jogo em 20 de julho. O incidente ocorreu depois que ambas as equipes receberam um aviso após o ás do Giants, Tim Lincecum, bater Matt Kemp no início do jogo. Ele jogou sua primeira carreira jogo completo shutout em 14 de setembro, 2010 também contra o San Francisco e terminou a temporada com um recorde de 13-10 e um 2.91 ERA em 32 partidas, lançando 204  innings e gravar 212 strikeouts.

#### 2011: 1º Prêmio Cy Young
Depois de terminar a temporada de 2010 forte, os Dodgers nomearam Kershaw como o primeiro dia de abertura da temporada de 2011. Em 29 de maio, ele marcou o segundo jogo completo de sua carreira, derrotando 10 ao vencer um dois rebatedores contra o Florida Marlins, por 8-0; ele também tinha dois singles e um RBI, marcando duas vezes no jogo. Ele produziu seu terceiro desligamento na carreira em 20 de junho, um ataque de dois golos e 11 golos contra o Detroit Tigers.
Kershaw tornou-se o primeiro titular dos Dodgers a atacar no 9º turno desde jogo perfeito de Sandy Koufax. Em sua próxima partida, em 26 de junho, Kershaw lançou outro jogo completo (contra o Los Angeles Angels of Anaheim). Ele se tornou o primeiro iniciante em Dodger a ter vitórias consecutivas em jogos desde Jeff Weaver na temporada de 2005 e o primeiro Dodger a ter strikeouts de dois dígitos em partidas consecutivas desde o Chan-Ho Park na temporada de 2000. Ele recebeu o Prêmio de Jogador da Semana da Liga Nacional pela semana de 20 a 26 de junho como resultado dessas duas partidas. No meio de junho, Kershaw acumulou 32 vitórias na carreira, 3,15 ERA e 593 strikeouts em 568,2 entradas. De acordo com o Elias Sports Bureau, Kershaw foi o primeiro arremessador de 23 anos a ter tantas vitórias, um ERA baixo e uma média de mais de um strikeout por turno desde que o ERA se tornou uma estatística oficial em 1910.